# Vientiane Football Club
El Vientaine Football Club fue un equipo de fútbol de Laos que jugó en la Liga de Fútbol de Laos, el torneo de fútbol más importante del país.

## Palmarés
- Lao Premier League
  - Campeón (2): 2005, 2006

- Prime Minister's Cup
  - Campeón (1): 2004